# MYO1A
MYO1A是一个位于人类12号染色体上的基因，编码一种隶属肌凝蛋白超家族的蛋白肌凝蛋白-Ia（Myosin-Ia）。MYO1A是一种非典型的肌凝蛋白，与编码肌凝蛋白-1的MYH1是两种不同的基因。MYO1A基因的突变可能会导致常染色体显性遗传性耳聋。